# Incognito tournée
La Incognito tournée 1988 è la terza Tournée della cantante pop canadese Céline Dion, organizzata per il lancio dell'album Incognito.

## Informazioni sul Tour
Questo tour ha interessato solo il Québec, con partenza l'11 gennaio 1988 dal Theatre du Cuivre di Rouyn-Noranda. Céline ha realizzato 7 concerti nella regione settentrionale del Québec e 2 a Laval. Il 10 febbraio 1988 e poi dal 14 al 19 giugno, Céline Dion si è esibita al Saint-Denis Theatre di Montréal, dove ha realizzato 42 concerti consecutivi.
Céline Dion ha interpretato per lo più brani dall'album Incognito, ma anche un medley del musical Starmania (un medley, parzialmente differente, lo eseguirà anni dopo all'Olympia di Parigi), "Ton visage" (cover di Jean-Pierre Ferland) e si è esibita in alcune imitazioni di Michael Jackson, Mireille Mathieu, Ginette Reno e Diane Dufresne. Durante questo tour perse la voce per la prima volta.

## Lista Canzoni
1. "That's What Friends Are For"
2. "Comme un cœur froid"
3. "Carmen"
4. "Ton Visage"
5. "Love By Another Name"
6. Medley Starmania:
  1. "Quand on arrive en ville"
  2. "Les uns contre les autres"
  3. "Le monde est stone"
  4. "Naziland, ce soir on danse"
7. "Incognito"
8. "Délivre-moi"
9. "Lolita (trop jeune pour aimer)"
10. "D'abord, c'est quoi l'amour?"
11. "Ne Partez Pas Sans Moi"

## Date del tour
| Nord America     |               |        |                     |
| 11 gennaio 1988  | Rouyn-Noranda | Canada | Theatre du Cuivre   |
| 10 febbraio 1988 | Montréal      | Canada | Theatre Saint-Denis |
| 14 giugno 1988   | Montréal      | Canada | Theatre Saint-Denis |
| 19 giugno 1988   | Montréal      | Canada | Theatre Saint-Denis |